# Brulote (geografía)
Brulote es un término geográfico que indica a una escasa porción de tierra visible sobre un cuerpo de agua, generalmente un cúmulo de rocas, o bien un microislote cuya insignificancia en términos de superficie podría no ameritar ser considerado como relevante en registros cartográficos. Para los marinos, este accidente geográfico es una amenaza para la navegación nocturna o con escasa visibilidad pues por lo general no están cartografiados.

## Curiosidades
- En el film Náufrago, Chuck Noland (Tom Hanks) llega a un brulote después de un accidente aéreo y permanece 4 años en él.

- Datos: Q5734439